# Kalabagh

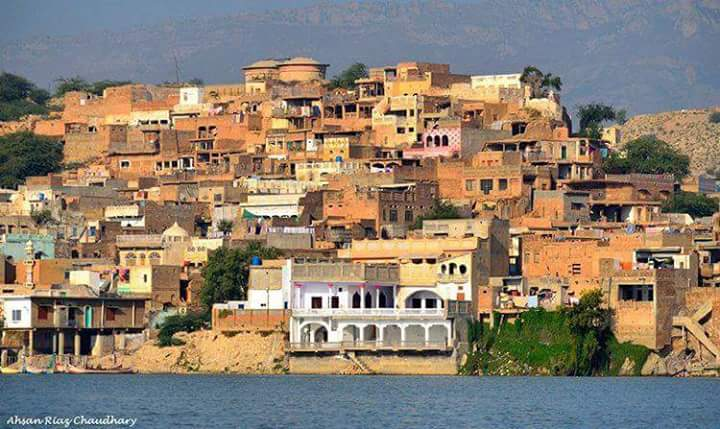
Kalabagh

Kalabagh ist eine Stadt im Distrikt Mianwali in der Provinz Punjab von Pakistan. Der Ort liegt am Ufer des Indus.
Die Awan Maliks (paschtunische Stammesoberhäupter) von Kalabagh wurden Ende des 18. Jahrhunderts von Timur Shah Durrani als Nawabs anerkannt. 1822 wurde das Gebiet von den Sikhs erobert. Nach dem Sieg der Briten über die Sikhs im Jahre 1849 wurde der Nawab zum Dank für seine Unterstützung mit dem Jagir Kalabagh belehnt, bekam aber nicht mehr den Status eines Fürsten. Der 7. Nawab von Kalabagh, Malik Amir Muhammad Khan, war 1960–1966 Gouverneur der Provinz Westpakistan, die 1970 in Punjab und Sind geteilt wurde (seit 1990 Sindh geschrieben).
In Kalabagh befindet sich ein Salzbergwerk mit hochwertigen Halitvorkommen, deren Reinheit zur Erweiterung der Abbaumenge führte.